# Малко Търново (община)
Община Малко Търново се намира в Югоизточна България и е една от съставните общини на Област Бургас.

## География

### Географско положение, граници, големина
Общината заема най-южната част на Област Бургас. С площта си от 783,672 km2 заема 4-то място сред 13-те общини на областта, което съставлява 10,11% от територията на областта. Границите ѝ са следните:
- на северозапад – община Средец;
- на север – община Созопол и община Приморско;
- на изток – община Царево;
- на юг и югозапад – Република Турция.

### Релеф, води
Релефът на общината е преобладаващо ниско- и средно планински. Заема части от северните разклонения на планината Странджа. Между долината на река Велека на север и граничната Резовска река на юг се простира от запад на изток Граничния рид на планината с най-висока точка връх Голямо Градище (709 m). Северно от долината на Велека в пределите на общината попадат голяма част от южните и малка част от северните склонове на северния странджански рид Босна, като надморската височина тук-таме надхвърля 400 m. В най-източната точка на общината, в коритото на Резовска река, на границата с Турция се намира най-ниската кота на общината – 30 m н.в.
Цялата територия на общината попада в Черноморския водосборен басейн. Главната река е Велека, която с част от горното и цялото си средно течение протича през средата на общината от запад на изток и я разделя на две половини. Тук тя получава два основни притока Младежка река (ляв) и Айдере (десен) и множество по-малки. В най-южната и югоизточна част, по границата с Турция преминава средното течение на Резовска река. Най-североизточната част на общината, част от землището на село Визица се отводнява от горното течение на Китенска река (Караагач, Орляшка река).

## Население
Население на община Малко Търново през годините, според данни на НСИ:
| Година | Население |
| 2010   | 3718      |
| 2011   | 3840      |
| 2012   | 3771      |
| 2013   | 3699      |
| 2014   | 3621      |
| 2015   | 3586      |
| 2016   | 3460      |
| 2017   | 3375      |
| 2018   | 3208      |
| 2019   | 3097      |
| 2020   | 3075      |
| 2021   | 2993      |
| 2022   | 2526      |
| 2023   | 2558      |

### Раждаемост, смъртност и естествен прираст
Раждаемост, смъртност и естествен прираст през годините, според данни на НСИ:
|                   | 2008 | 2009 | 2010 | 2011 | 2012 | 2013 | 2014 | 2015 | 2016 | 2017 | 2018 | 2019 | 2020 | 2021 | 2022 | 2023 |
| Раждаемост        | 28   | 39   | 28   | 29   | 23   | 32   | 29   | 23   | 19   | 32   | 17   | 10   | 15   | 16   | 16   | 12   |
| Смъртност         | 90   | 111  | 98   | 79   | 95   | 98   | 89   | 86   | 85   | 86   | 94   | 99   | 71   | 110  | 104  | 86   |
| Естествен прираст | -62  | -72  | -70  | -50  | -72  | -66  | -60  | -63  | -66  | -54  | -77  | -89  | -56  | -94  | -88  | -74  |

Коефициент на раждаемост, смъртност и естествен прираст през годините, според данни на НСИ (средно на 1000 души, в ‰):
|                   | 2008  | 2009  | 2010  | 2011  | 2012  | 2013  | 2014  | 2015  | 2016  | 2017  | 2018  | 2019  | 2020  | 2021  | 2022  | 2023  |
| Раждаемост        | 7.1   | 10.1  | 7.5   | 7.6   | 6.1   | 8.7   | 8.0   | 6.4   | 5.5   | 9.5   | 5.3   | 3.2   | 4.9   | 5.4   | 6.3   | 4.7   |
| Смъртност         | 22.7  | 28.8  | 26.3  | 20.1  | 25.2  | 26.5  | 24.6  | 24.0  | 24.6  | 25.5  | 29.3  | 32.0  | 23.1  | 36.8  | 41.2  | 33.6  |
| Естествен прираст | -15.7 | -18.7 | -18.8 | -13.0 | -19.1 | -17.8 | -16.6 | -17.6 | -19.1 | -16.0 | -24.0 | -28.8 | -18.2 | -31.4 | -34.9 | -28.9 |

### Етнически състав
Численост и дял на етническите групи според преброяването на населението през 2011 г.:
|                     | Численост | Дял (в %) |
| Общо                | 3793      | 100.00    |
| Българи             | 2902      | 76.50     |
| Цигани              | 429       | 11.31     |
| Турци               | 23        | 0.60      |
| Други               | 16        | 0.42      |
| Не се самоопределят | 20        | 0.52      |
| Неотговорили        | 403       | 10.62     |

### Населени места в община Малко Търново
Общината има 13 населени места с общо население 2628 души към 7 септември 2021. Общината е един от най-рядко населените райони на България.
| Населено място | Население (2021 г.) | Площ на землището km2 | Забележка (старо име)   | Населено място | Население (2021 г.) | Площ на землището km2 | Забележка (старо име)                              |
| -------------- | ------------------- | --------------------- | ----------------------- | -------------- | ------------------- | --------------------- | -------------------------------------------------- |
| Близнак        | 31                  | 36,414                | Кара еврен (до 1934 г.) | Звездец        | 409                 | 91,489                | Гьок тепе (до 1934 г.)                             |
| Бръшлян        | 52                  | 57,496                | Сармашик (до 1934 г.)   | Калово         | 16                  | 38,538                |                                                    |
| Бяла вода      | 37                  | 39,014                | Конак (до 1951 г.)      | Малко Търново  | 1658                | 137,687               |                                                    |
| Визица         | 23                  | 47,734                |                         | Младежко       | 20                  | 28,796                | Карамлък (до 1934 г.), Тъмна река (1934 – 1950 г.) |
| Граматиково    | 208                 | 85,835                |                         | Сливарово      | 4                   | 83,490                | Кладара (до 1951 г.)                               |
| Евренозово     | 31                  | 42,564                | Евренезово (до 1934 г.) | Стоилово       | 64                  | 48,656                |                                                    |
| Заберново      | 75                  | 35,959                |                         | ОБЩО           | 2628                | 783,672               | няма населени места без землища                    |

## Административно-териториални промени
- МЗ № 2820/обн. 14 август 1934 г. – преименува с. Кара еврен на с. Близнак;

– преименува с. Сармашик на с. Бръшлян;
– преименува с. Евренезово на с. Евренозово;
– преименува с. Гьок тепе на с. Звездец;
– преименува с. Дингизово на с. Моряне;
– преименува с. Карамлък на с. Тъмна река;
- МЗ № 1695/обн. 27 септември 1937 г. – заличава с. Бакаджик поради изселване след 1920 г.
- Указ № 3/обн. 11 януари 1950 г. – преименува с. Тъмна река на с. Младежко;
- Указ № 107/обн. 13 март 1951 г. – преименува с. Конак на с. Бяла вода;

– преименува с. Кладара на с. Сливарово;
- Указ № 582/обн. 29 декември 1959 г. – заличава с. Моряне.

## Икономика
Приоритет на общината са културният, селският и ловният туризъм. В общината няма работещи предприятия. 

## Природни и културни и исторически забележителности
Община Малко Търново е изцяло се включва в природен парк „Странджа“. Горите представляват 80% от нея.

### Природни забележителности
В чертите на природния парк попадат следните природни забележителности:
резерват Витаново – на север и северозапад от ГКПП Малко Търново, по границата с Турция;
резерват Средока – по долното течение на река Айдере (десен приток на Велека);
защитена местност Велека – обхваща част от средното течение на река Велека, нагоре от устието на Младежка река;
защитена местност Рудиново – в долината на Резовска река, източно от село Сливарово;
защитена местност Докузак – в землището на село Стоилово;
защитена местност Парория – в планинския рид Босна, между селата Калово и Заберново;
защитена местност Кривинизово – в долината на река Велека, югоизточно от село Звездец;
защитена местност Босна – на билото на планинския рид Босна, западно от Републикански път I-9 и южно от Републикански път III-908;
Братанова пещера – в резервата Витаново, в землището на село Бръшлян;
природна забележителност Градището – в землището на село Граматиково;
пещери и извори по долината на Младежка река (ляв приток на Велека);
местността Качул – в долината на река Велека, на 3 – 4 km южно от село Граматиково;
местността Ковач – в долината на река Велека, нюжно от село Звездец.

### Археологически забележителности
тракийска куполна гробница от V-III век пр. Хр. в местността Пропада – на около 3 km западно от град Малко Търново. Включва некропол и две гробници с правоъгълен план от римския период;
тракийска култова гробница от V-III век пр. Хр. в местността Мишкова нива – на около 3 km югозападно от град Малко Търново. Освен светилището комплексът включва римска вила, некропол и останки от крепост;
тракийско скално светилище Камъка, посветено на бога на Слънцето (2500 госини пр. Хр.) – на около 10 km североизточно от град Малко Търново, в непосредствена близост до Републикански път II-99;
римска гробница от III-IV в., на 1,5 Km югоизточно от село Евренозово;
множество останки от римски пътища, крепости и рудници.

### Архитектурни забележителности
село Бръшлян – архитектурен резерват;
град Малко Търново – странджански възрожденски къщи от края на 19 век;
село Стоилово – типични странджански къщи и бари за пране на черги;
селата Заберново, Сливарово, Визица, Бяла вода, Калово и Звездец – странджански селски къщи от края на 19 и началото на 20 век.

### Исторически забележителности
На територията на общината се намира местността Петрова нива, където е свикан исторически конгрес, който изработва план за действията и избира главен щаб на Илинденско-Пребраженското въстание в Одринска Тракия.

## Транспорт
През общината преминават частично или изцяло 4 пътя от Републиканската пътна мрежа на България с обща дължина 118.6 km:
- последният участък от 43.7 km от Републикански път I-9 (от km 281,9 до km 325,6);
- последният участък от 30,3 km от Републикански път II-99 (от km 78,8 до km 109,1);
- целият участък от 25,5 km от Републикански път III-907;
- началният участък от 19,1 km от Републикански път III-908 (от km 0 до km 19,1).

## Топографска карта
- Лист от карта K-35-67. Мащаб: 1 : 100 000.
- Лист от карта K-35-68. Мащаб: 1 : 100 000.
- Лист от карта K-35-79. Мащаб: 1 : 100 000.
- Лист от карта K-35-80. Мащаб: 1 : 100 000.